# Pałac w Jugowcu
Pałac w Jugowcu (niem. Schloss Hausdorf) – zabytkowy pałac w Jugowcu – wsi w Polsce, w województwie dolnośląskim, w powiecie średzkim, w gminie Środa Śląska.

## Opis
Od frontu pięcioboczny ganek zwieńczony szczytem – trójkątnym frontonem zawierającym kartusz z inicjałem R. Właścicielami w XIX i XX w. byli m.in.: w  Hermann Ruprecht z Witstung (1872),  Heinrich baron von Reizenstein (1876), rodzina Richter:  porucznik Georg  (od 1879, 1880-1910), Ewa (1910-1944). Obiekt wybudowany w 1780 jest częścią zespołu pałacowego, w skład którego wchodzi jeszcze park z  XVIII-XIX w.